# Bellum Valley
Das Bellum Valley ist ein kleines Tal im Australischen Antarktis-Territorium. Im nordwestlichen Teil der Britannia Range liegt es östlich des Gebirgskamms Banna Ridge.
Die geologische Mannschaft der University of Waikato, die das Gebiet 1978 bis 1979 erkundete, benannte es in Anlehnung an die Britannia Range nach einem historischen Ortsnamen in Britannien.